# 羅漢普頓大學
羅漢普頓大學（University of Roehampton，原稱：Roehampton University）是一所位於英國倫敦西南部羅漢普頓的公立大學。

## 歷史
該大學主要由19世紀成立的四個學院組成，即：
- Whitelands College：1841成立的教師培訓機構，是英國國教會下的一個女子學院，位於里士滿公園。
- Southlands College：1872年成立的衛理公會學院。
- Digby Stuart College：1874年成立的羅馬天主教女子學院，現亦屬於聖心女子學會。
- Froebel College：1892年依據弗里德里希·福祿貝爾的教育理念成立。

1975年四個學院聯合形成羅漢普頓高等教育研究所（Roehampton Institute of Higher Education），1975年至1984年間由倫敦大學頒發學位。
1984年併入薩里大學, 2000年成為薩里聯邦大學的平等合作夥伴，因此改稱薩里羅漢普頓大學（University of Surrey Roehampton）。
2002年末宣佈將爭取獲得大學資格，2004年8月成為罗汉普顿大學（Roehampton University）。

## 學術
根據2008年科研評估，該大學的舞蹈和生物人類學專業全英排名的第一，其78%的研究都達到了國際標準。

## 外部連結
- Roehampton University （页面存档备份，存于） – official website
- Roehampton University Students' Union （页面存档备份，存于）

51°27′24″N 0°14′35″W / 51.4566°N 0.2431°W